# Karl Vaja

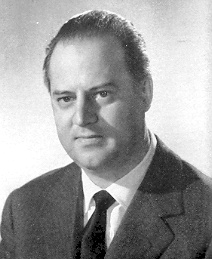
Karl Vaja

Karl Vaja (* 22. Februar 1925 in Bozen; † 23. Jänner 2007 in Neumarkt) war ein italienischer Politiker aus Südtirol.

## Biographie
Vaja wurde 1963 auf der Liste der Südtiroler Volkspartei in die italienische Abgeordnetenkammer gewählt, der er bis 1968 angehörte. Von 1968 bis 1978 war er Abgeordneter im Südtiroler Landtag und damit gleichzeitig im Regionalrat Trentino-Südtirol. Von 1970 bis 1973 war er Assessor für  Bergwirtschaft, Forste und Wildbachverbauung in der Regionalregierung, von 1973 bis 1974 als Landesrat für öffentliche Arbeiten im Kabinett Magnago III Mitglied der Südtiroler Landesregierung. In seiner zweiten Legislaturperiode fungierte Vaja von 1973 bis 1976 als Landtagspräsident, 1976 kurzzeitig als Landtagsvizepräsident und von 1976 bis 1978 als Regionalratspräsident. Nach dem Ende seiner politischen Laufbahn war er Präsident der Messe Bozen.